# マイケル・リスポリ
マイケル・リスポリ（Michael Rispoli、1960年11月27日 - ）は、アメリカ合衆国の俳優。イタリア系アメリカ人であり、イタリア系特有のアクセントでイタリア系の役柄を演じている。

## 略歴
1960年11月27日、ニューヨーク州タッパンで、ブルックリン出身の父親とブロンクス出身の母親の間に8人の子の1人として生まれる。
ニューヨーク州立大学プラッツバーグ校（PSU）で演劇を学び、1982年に卒業する。

## フィルモグラフィー

### 映画
- ナイト・アンド・ザ・シティ Night and the City （1992年）
- 愛に気づけば… Angie （1994年）
- あなたが寝てる間に… While You Were Sleeping （1995年）
- 誘う女 To Die For （1995年）
- 陪審員 The Juror （1996年）
- フィーリング・ミネソタ Feeling Minnesota （1996年）
- ボルケーノ Volcano （1997年）
- 秘密処刑官 Scar City （1998年）
- スネーク・アイズ Snake Eyes （1998年）
- ラウンダーズ Rounders （1998年）
- サマー・オブ・サム Summer of Sam （1999年）
- 奇蹟の詩 サード・ミラクル The Third Miracle （1999年）
- デス・トゥ・スムーチー Death to Smoochy （2002年）
- Mr.3000 Mr. 3000 （2004年）
- ニコラス・ケイジのウェザーマン The Weather Man （2005年）
- ロンリーハート Lonely Hearts （2006年）
- インヴィンシブル 栄光へのタッチダウン Invincible （2006年）
- サブウェイ123 激突 The Taking of Pelham 123 （2009年）
- キック・アス Kick-Ass （2010年）
- 恋愛の処方箋 See You in September （2010年）
- ラム・ダイアリー The Rum Diary （2011年）
- 11ミリオン・ジョブ Empire State （2013年）
- ペイン&ゲイン 史上最低の一攫千金 Pain & Gain （2013年）
- エクスポーズ 暗闇の迷宮 Exposed (2016年)
- チェリー Cherry （2021年）

### テレビ
- ライアン～若き巡査の誇り Ryan Caulfield: Year One （1999年）
- ザ・ソプラノズ 哀愁のマフィア The Sopranos （1999年 - 2001年）
- サード・ウォッチ Third Watch （1999年 - 2002年）
- LAW & ORDER:犯罪心理捜査班 Law & Order: Criminal Intent （2005年 - 2006年）
- CSI:科学捜査班 CSI: Crime Scene Investigation （2006年）
- ロー&オーダー Law & Order （1998年 - 2008年）
- ブルーブラッド 〜NYPD家族の絆〜 Blue Bloods （2010年 - 2011年）
- LAW & ORDER:性犯罪特捜班 Law & Order: Special Victims Unit （2012年）
- マジックシティ 黒い楽園 Magic City （2012年 - 2013年）
- パーソン・オブ・インタレスト 犯罪予知ユニット Person of Interest （2013年）
- 高い城の男 (2015年)
- ジ・オファー / ゴッドファーザーに賭けた男 The Offer (2022年)